# Acritus griffithi
Acritus griffithi är en skalbaggsart som beskrevs av Yves Gomy 1984. Acritus griffithi ingår i släktet Acritus och familjen stumpbaggar. Inga underarter finns listade i Catalogue of Life.